# L'isola degli schiavi
L'isola degli schiavi (L'Île des esclaves) è una commedia in un atto (11 scene) di Pierre de Marivaux. Fu scritta nel 1725 e rappresentata la prima volta nello stesso anno dagli attori della Comédie Italienne.

## Protagonisti
I protagonisti sono:
- Iphicrate (il padrone)
- Euphrosine (la padrona)
- Cléanthis (la serva)
- Arlequin (il servo)
- Trivellino il governatore dell'isola

## Trama
In seguito ad un naufragio quattro sopravvissuti (Iphicrate, Euphrosine, Cléantis ed Arlequin) approdano nell'isola degli schiavi, così chiamata perché popolata molti anni prima da schiavi fuggiti dai loro padroni, perché non ne sopportavano più le angherie. Il saggio governatore dell'isola, Trivellino, incontra i naufragi ed espone loro la legge che vige sull'isola, la quale impone uno scambio di ruoli tra servi e padroni, perché l'isola è un luogo di redenzione: i nobili padroni devono pentirsi della propria superbia ed arroganza, mentre i servi devono liberarsi del rancore che nutrono verso i padroni. Quando sarà avvenuta questa redenzione ognuno riprenderà il proprio ruolo e tutti ritorneranno nel loro vecchio mondo. Servi e padroni si scambiano non solo i ruoli, ma anche gli abiti e i nomi.
Il processo di redenzione inizia con i racconti che gli ex-servi fanno a Trivellino della vita dei loro ex-padroni, vita fatta di piaceri, di ozi e di cattiverie rivolte ai loro servi. Alla fine dei due racconti i due nobili riconoscono la vacuità della loro esistenza. Esce di scena Trivellino, gli ex-servi cominciano a tiranneggiare i loro ex-padroni, sfogando così tutta la loro rabbia repressa. L'ex Arlequin propone all'ex-Cléantis di intrecciare una relazione amorosa con i loro rispettivi ex-padroni. Ma l'ex-Euphosine, di fronte alle avances dell'ex-servo, piange e si dispera, muovendo così a compassione l'ex-Arlequin, il quale si accorge di non provare più nessun odio e rancore nei confronti dei nobili padroni. Il suo cuore è libero da sentimenti negativi, ed è pronto a perdonare il suo ex-padrone.
Arlequin ed Iphicrate fanno pace, ognuno riprende il proprio ruolo, l'abito ed il nome, si abbracciano e gettano le basi per un nuovo rapporto padrone-servo, basato sul reciproco rispetto ed affetto e non regolato dalle rigide convenzioni sociali. Anche la coppia Euphosine-Cléantis partecipa dello stesso cambiamento, e la padrona, rientrata nel suo rango, dichiara il proprio affetto a Cléantis e le promette la condivisione dei propri beni. La redenzione è avvenuta, i quattro sopravvissuti sono cambiati, hanno capito che devono essere autenticamente se stessi, liberi dai ruoli che la società impone, e quindi sono pronti per ritornare nel loro vecchio mondo.
| Controllo di autorità | BNF (FR) cb361220050 (data) |